# Canon EF 500 мм
Canon EF 500 мм f / 4L IS II USM — наддовгофокусний об'єктив з постійною фокусною відстанню сімейства Canon EF компанії Canon серії «L» з автофокусом , стабілізатором зображення і ультразвуковим приводом автофокусування (USM) кільцевого типу.
З огляду на кроп-фактор 1,6 ×, характерного для неполнокадрових матриць формату APS-C цифрових дзеркальних фотоапаратів Canon EOS, наприклад для Canon EOS 60D , кут зображення цього об'єктива для таких камер буде дорівнює куту зображення об'єктива з фокусною відстанню 800 мм, встановленого на повнокадрові фотоапарати формату 135 .
Існує 3 види 500-мм об'єктивів Canon EF :
- Canon EF 500 мм f / 4,5L USM
- Canon EF 500 мм f / 4L IS USM
- Canon EF 500 мм f / 4L IS II USM

## Історія

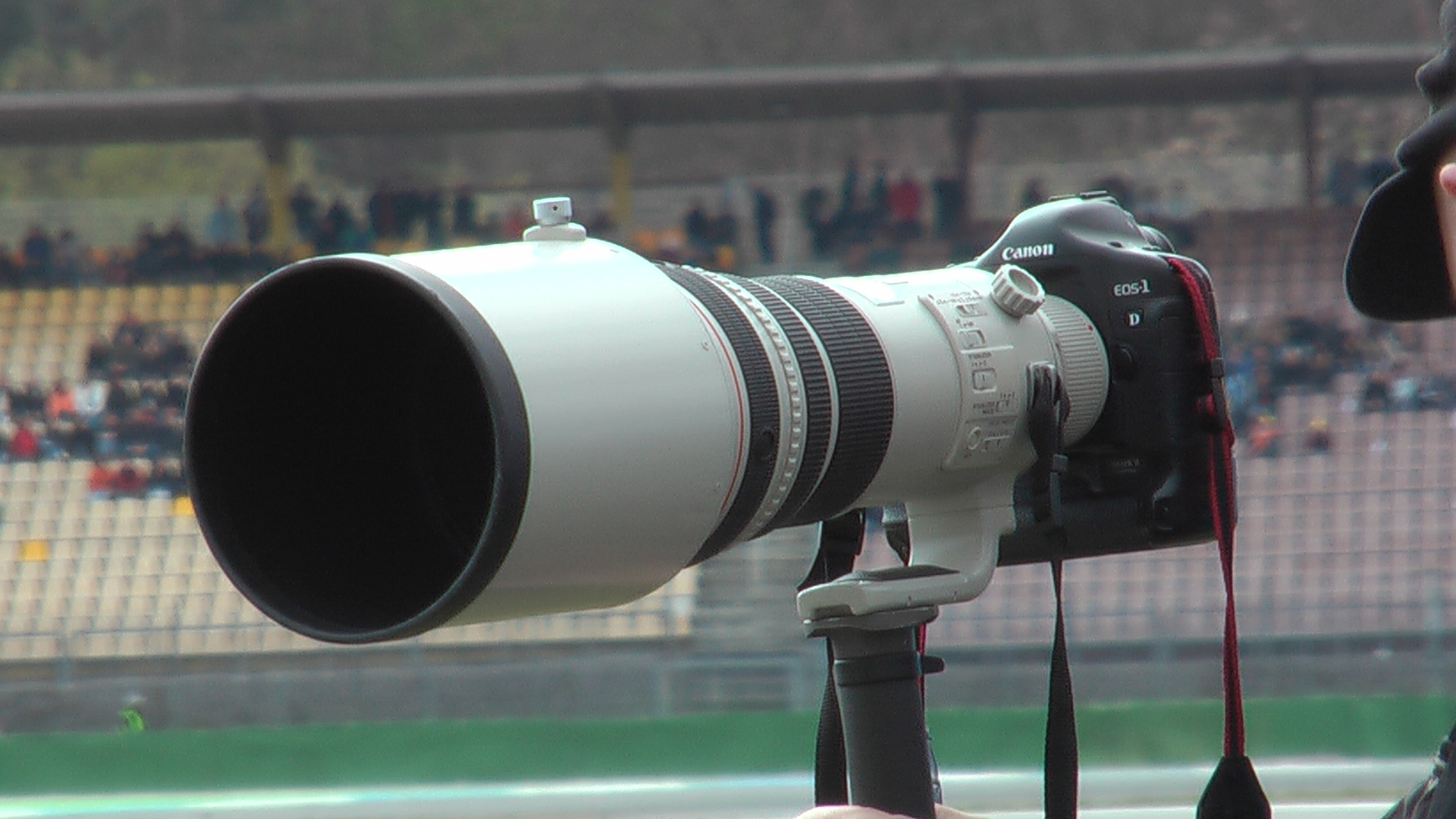
Об'єктив Canon EF 500 mm F4L IS USM з камерою Canon EOS-1D Mark II

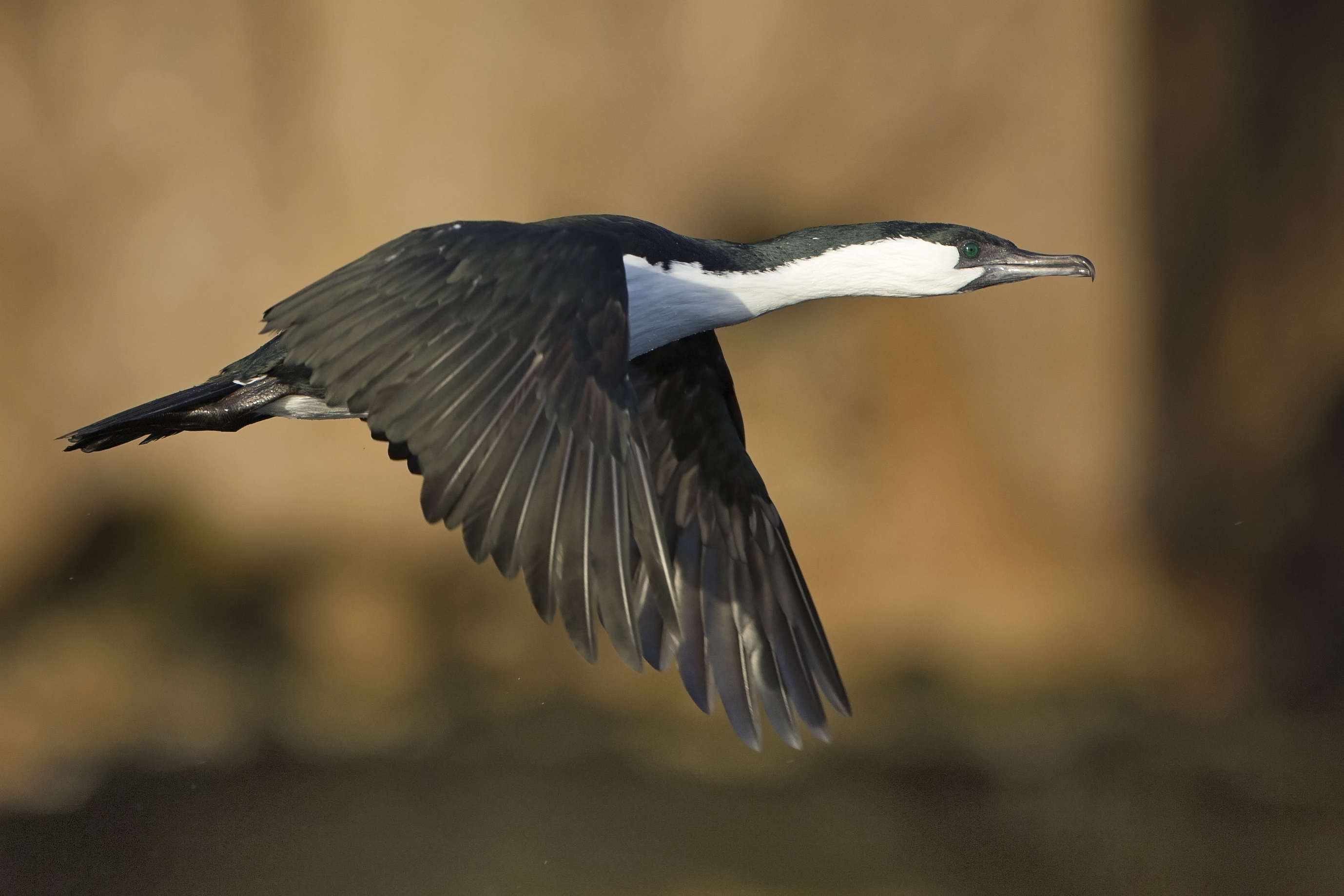
Білогрудий баклан, знятий на об'єктив Canon EF 500 mm F4L IS USM

- 1992 року, березень: анонс об'єктиву Canon EF 500 мм f / 4,5L USM
- 1999 року, липень: анонс об'єктиву Canon EF 500 мм f / 4L IS USM
- 2010 26 серпня: анонс Canon про проектування об'єктива третього покоління Canon EF 500 мм
- 2011, лютий: анонс об'єктиву Canon EF 500 мм f / 4L IS II USM
- 2012 червень: початок поставок об'єктиву Canon EF 500 мм f / 4L IS II USM

## Характеристики

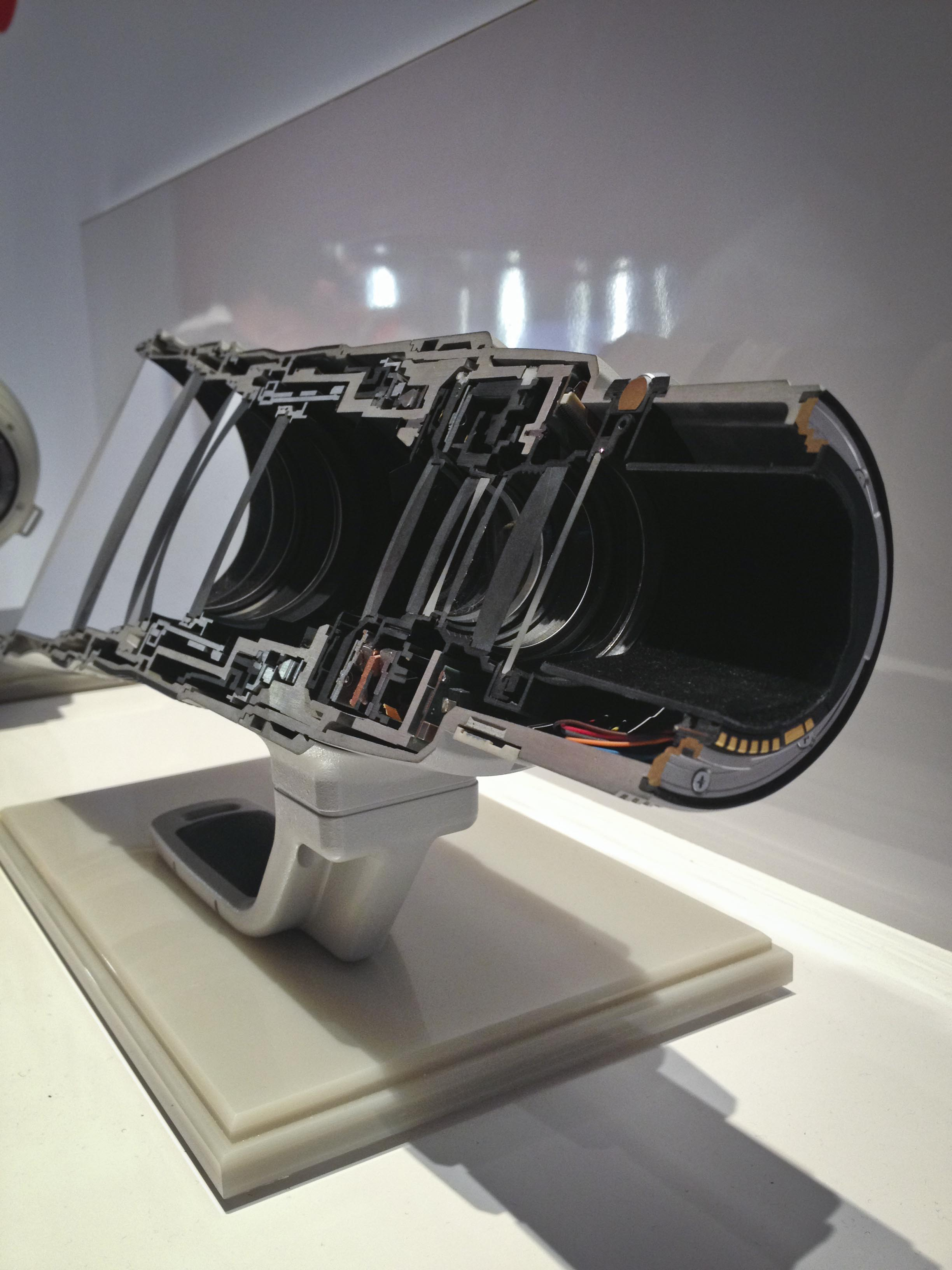
Об'єктив Canon EF 500 mm F4L IS II USM в розрізі

В об'єктиві другого покоління Canon EF 500 мм f / 4L IS USM використовувався один флюоритовий елемент і одна лінза з ультранизької дисперсією (Super UD). Тоді як в третьому поколінні оптична схема була повністю перероблена, в ній з'явилося два флюоритових елемента, від лінзи з ультранизької дисперсією відмовилися, система стабілізації стала менше за розмірами. Завдяки цьому Canon EF 500 мм f / 4L IS II USM став важити майже на 700 грам менше свого попередника.
Об'єктив Canon EF 500 mm F4L IS II USM практично повністю сконструйований з титану і магнієвого сплаву, перемикачі виконані з пластика. Оптична схема включає 16 елементів в 12 групах, серед них два флюоритових елемента, що знижують аберації і спотворення. Застосовано покриття антивідблиску Subwavelength Structure Coating (SWC), що знижує відблиски і ореоли, що виникають від внутрішніх перевідбиттів, завдяки чому підвищується контрастність зображення і поліпшується передача кольору. Передня і задня лінзи мають покриття, що перешкоджає забрудненню і полегшує чистку оптики.
Завдяки наявності окремої кнопки Focus Preset фотограф може по її натискання повернутися на заздалегідь встановлений кільцем Playback ring значення дистанції фокусування. Під час фокусування передня частина об'єктива залишається нерухомою (не обертається і не висувається). Для вставних світлофільтрів діаметра 52 мм в спеціальній оправі є невеликий відсік близько хвостовій частині об'єктива. Об'єктив поставляється з власним транспортувальним кейсом без коліс. Вага об'єктива 3,190 кг.
Є три режими стабілізації: стандартний IS MODE1. Стежить зі стабілізацією тільки по вертикалі, для зйомок з проводкою IS MODE2. Спрацьовує безпосередньо під час спуску затвора IS MODE3, група стабілізуючих лінз активується тільки на час експозиції і тільки для осі, по якій не відбувається навмисного панорамування, це використовується для економії заряду акумулятора і більш зручного кадрування під час зйомки динамічних сцен. До того ж під час зйомки зі стабілізацією в третьому режимі в видошукачі непомітні ривки під час активації / деактивації стабілізатора. Під час зйомки зі штатива при витримках довше 1 секунди система стабілізації автоматично відключається. Ефективність стабілізації становить 4 стопа.
Крім двох стандартних режимів фокусування AF і ручного MF є третій двошвидкісний режим Power Focus (PF), що дозволяє плавно наводити на різкість з постійною швидкістю і призначений для відеозапису. У режимі PF зрушення фокусу проводиться обертанням окремого кільця Playback ring на об'єктиві.
Обмежувач дистанції фокусування має три діапазони: від 3,7 м до 10 м; від 3,7 м до нескінченності; від 10 м до нескінченності. Завдяки наявності окремої кнопки Focus Preset фотограф може по її натискання повернутися на заздалегідь встановлений кільцем Playback ring значення дистанції фокусування.
| f / 4,5L USM                | f / 4L IS USM                   | f / 4L IS II USM       |                        |
| --------------------------- | ------------------------------- | ---------------------- | ---------------------- |
| зображення                  |                                 |                        |                        |
| Особливості                 |                                 |                        |                        |
| повний кадр                 | Так                             | Так                    | Так                    |
| стабілізатор зображення     | немає                           | Так                    | Так                    |
| всепогодность               | Так                             | Так                    | Так                    |
| Ультразвуковий привід (USM) | Так                             | Так                    | Так                    |
| Кроковий двигун             | немає                           | немає                  | немає                  |
| L-серія                     | Так                             | Так                    | Так                    |
| Дифракційна оптика (DO)     | немає                           | немає                  | немає                  |
| Макро                       | немає                           | немає                  | немає                  |
| Специфікація                |                                 |                        |                        |
| Фокусна відстань            | 500 мм                          | 500 мм                 | 500 мм                 |
| Діафрагма (макс. / хв.)     | f / 4,5 / f / 32                | f / 4 / f / 32         | f / 4 / f / 32         |
| схема                       | 8 елементів / 7 груп            | 17 елементів / 13 груп | 16 елементів / 12 груп |
| пелюстки діафрагми          | 9                               | 8                      | 9 (circular aperture)  |
| Мін. дистанція фокусування  | 5 м (16,45 футів)               | 4,5 м (14,8 футів)     | 3,7 м (12,14 футів)    |
| Макс. збільшення            | 0,11 ×                          | 0,12 ×                 | 0,15 ×                 |
| Кут зору горизонтальний     | 4 ° 00 '                        | 4 ° 00 '               | 4 ° 00 '               |
| Кут зору вертикальний       | 2 ° 45 '                        | 2 ° 45 '               | 2 ° 45 '               |
| Кут зору діагональний       | 5 ° 00 '                        | 5 ° 00 '               | 5 ° 00 '               |
| Розміри                     |                                 |                        |                        |
| вага                        | 3000 г (105,8 унції)            | 3870 г (136,5 унції)   | 3190 г (112,5 унції)   |
| Макс. діаметр               | 130 мм (4,7 ")                  | 146 мм (5,75 ")        | 146 мм (5,75 ")        |
| довжина                     | 390 мм (16,0 ")                 | 387 мм (15,9 ")        | 383 мм (15,8 ")        |
| Діаметр фільтра             | 48 мм ((задній))                | 52 мм (вставною)       | 52 мм (вставною)       |
| аксесуари                   |                                 |                        |                        |
| чохол                       | ?                               | 500                    | 500B                   |
| бленда                      | ?                               | ET-138                 | ET-138 (WII)           |
| кришка                      | ?                               | E-163                  | E-163B                 |
| вартість                    |                                 |                        |                        |
| Дата анонсу                 | 1992 року, березень             | 1999, липень           | 2011, травень          |
| статус виробництва          | немає                           | немає                  | Так                    |
| MSRP US $                   | 750000 йен (з чохлом і блендой) | $ 5500.                | $ 8999                 |

## Сумісність

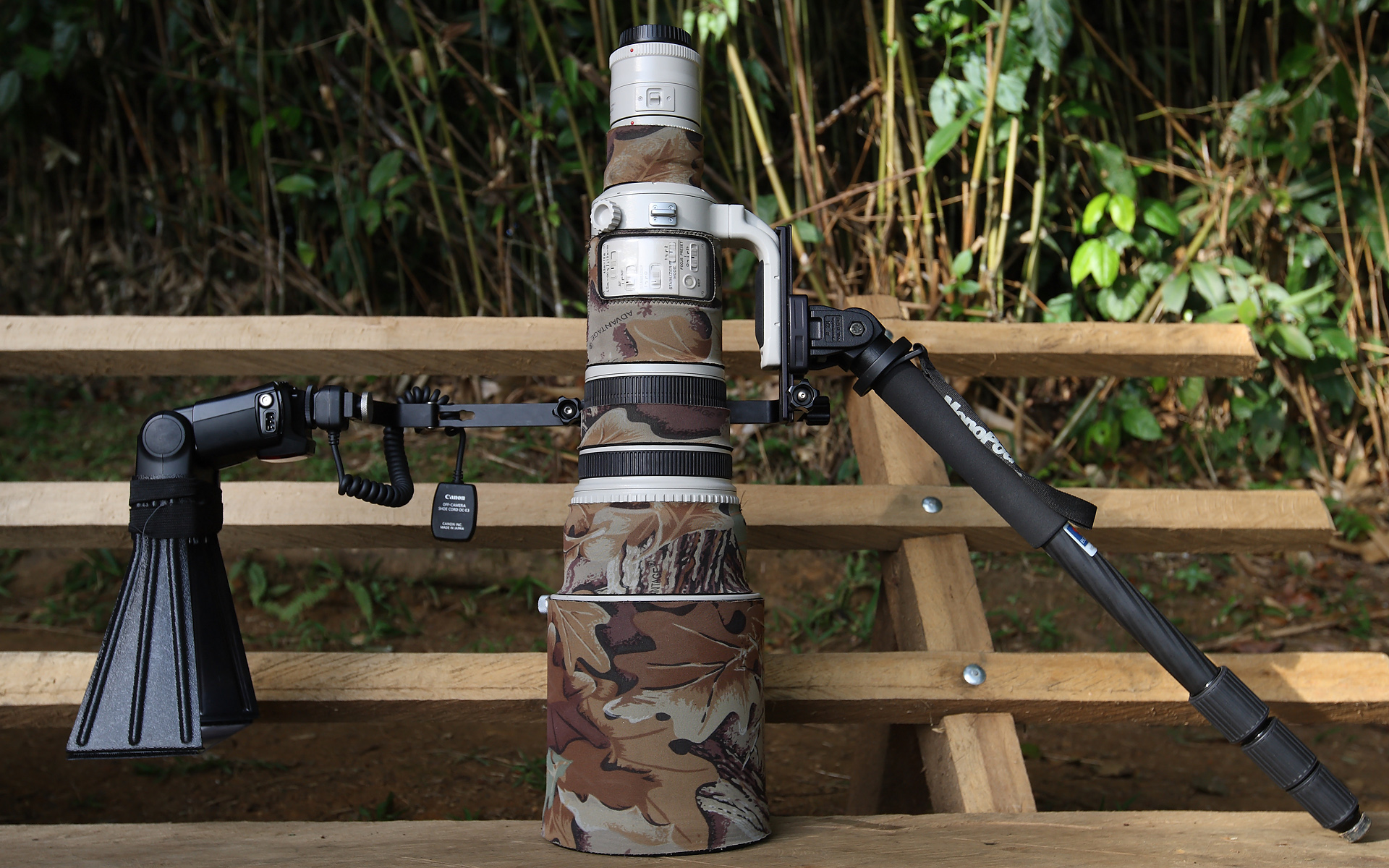
Комплект для зйомки птахів: об'єктив Canon EF 500 мм f4L IS USM з екстендером, монопод і спалах

Об'єктив Canon EF 500 mm F4L IS II USM сумісний з телеконвертерами Canon Extender EF . При використанні з екстендерами фокусування на нескінченність неможлива. Для коректної передачі метаданих необхідно спочатку підключити екстендер до об'єктиву, а потім цю систему з'єднати з камерою. При цьому фокусна відстань збільшується до наступних значень:
- 700 мм (1120 мм для кроп-матриці 1,6 ×) f5,6 — з екстендером 1,4 ×
- 1000 мм (1600 мм для кроп-матриці 1,6 ×) f8,0 — з екстендером 2,0 ×
- 1400 мм (2240 мм для кроп-матриці 1,6 ×) f11,0 — при одночасному використанні екстендерів 1,4 × і 2,0 × (екстендер 1,4 × встановлюється між об'єктивом і 2,0 ×)

При спільному використанні з екстендером 2,0 × максимальне значення діафрагми знижується до f8,0 через що автофокус підтримується обмеженим переліком моделей камер, таких як: Canon EOS-1D X Mark II , 1D X , 1D Mark IV , 5DS , 5D Mark IV , 5D Mark III з оновленою прошивкою, 7D Mark II , 80D і іншими. При використанні інших моделей фотоапаратів (на 2016 рік) залишається тільки підтримка ручного фокуса MF.
Для зйомки в дикій природі сторонніми компаніями виробляються камуфляжні чохли, які захищають корпус об'єктива від подряпин і дозволяють фотографу не привертати до себе увагу тварин .

## Відеорежим
З анонсом Canon EF 500 mm F4L IS II USM одночасно був анонсований Canon EF 600 мм f / 4L IS II USM. З цими об'єктивами компанія вперше представила новий режим Power Focus (PF). На об'єктиві є другу додаткову кільце фокусування Playback ring, яке зазвичай використовується фотографом для установки пресету дистанції фокусування Focus preset. Обертаючи Playback ring з повільною або великою швидкістю, відповідно буде змінюватися дистанція фокусування завдяки вбудованим електромоторам. Однак використання цієї функції ускладнюється тим, що досить зовсім незначного повороту Playback ring для активації низькій швидкості, а потім і переходу на високу швидкість. При цьому другий режим швидкості занадто швидкий для більшості сценаріїв відеозйомки.

### Недоліки
Хоча Canon і заявила, що об'єктив розрахований на відеооператорів, що знімають дику природу, проте дизайн продукту недостатньо продуманий для зручної роботи:
- Кільце фокусування Playback ring знаходиться далеко від камери, його доводиться обертати на витягнутій руці через що вже через нетривалий час відчувається втома .
- При панорамуванні під час зйомки відео сили оптичного стабілізатора недостатньо для отримання плавних кадрів.
- Функцію Focus preset неможливо використовувати для отримання художніх кадрів з перекладом фокуса від поточної точки до встановленої пресетом, так як переклад фокуса здійснюється надто швидко, при цьому можливість регулювання швидкості перекладу відсутній.
- При перекладі фокуса проявляється ефект «дихання»[en] через що змінюється розмір зображення.[3]

## Відгуки
Ресурс DXOMark оцінив Canon EF 500 mm F4L IS II USM в 25 балів, зазначивши відсутність дисторсії, незначне віньєтування при f / 4 і f / 5,6, мала кількість аберацій . При тестуванні з 22 Мп Canon EOS 5D Mark III об'єктив показав результат в 19 ефективно сприймаються мегапікселів (Perceptual MPix).
Фотограф Bryan Carnathan з ресурсу the-digital-picture.com високо оцінив ергономіку об'єктиву Canon EF 500 mm F4L IS II USM і якість одержуваних знімків, зазначивши достатню різкість по всьому кадру навіть при f / 4,0.

## Ціна
У 2012 році об'єктив надійшов у продаж за ціною $ 8999.

## Конкуренти
- Sigma 200—500 mm f / 2.8 EX
- Sigma 300—800 mm f / 5.6 EX HSM
- Nikon Nikkor 500 mm f / 4D ED-IF AF-S II
- Nikon Nikkor 500 mm f / 4.0 P ED-IF (з ручним фокусуванням)
- Nikon Nikkor 360—1200 mm f / 11.0 ED (з ручним фокусуванням)
- Samyang 500 mm f / 5.6 (байонет Canon EF через Т-адаптер)

Лінзові малосвітлосильні зуми:
- Samyang  650—1300 мм f / 8.0-16.0 MC IF (байонет Canon EF через Т-адаптер)

Дзеркально-лінзовий:
- Samyang 500 mm f / 6.3 (байонет Canon EF через Т-адаптер, з ручним фокусуванням)
- Samyang 500 mm f / 8 (байонет Canon EF через Т-адаптер, з ручним фокусуванням)
- Nikon Nikkor 500 mm f / 5.0 Reflex (з ручним фокусуванням)

## Цікаві факти
Через велику фокусну відстань і відсутність трансфокатора кадрування під час зйомки може бути складним. Щоб внести незначні зміни в компоновку кадру, фотограф блокує штатив по потрібній осі, а потім постукує по камері, щоб змістити вісь в необхідну сторону, такий прийом на жаргоні називається «ударним регулюванням» (percussive tuning або impact adjustment).

## Галерея

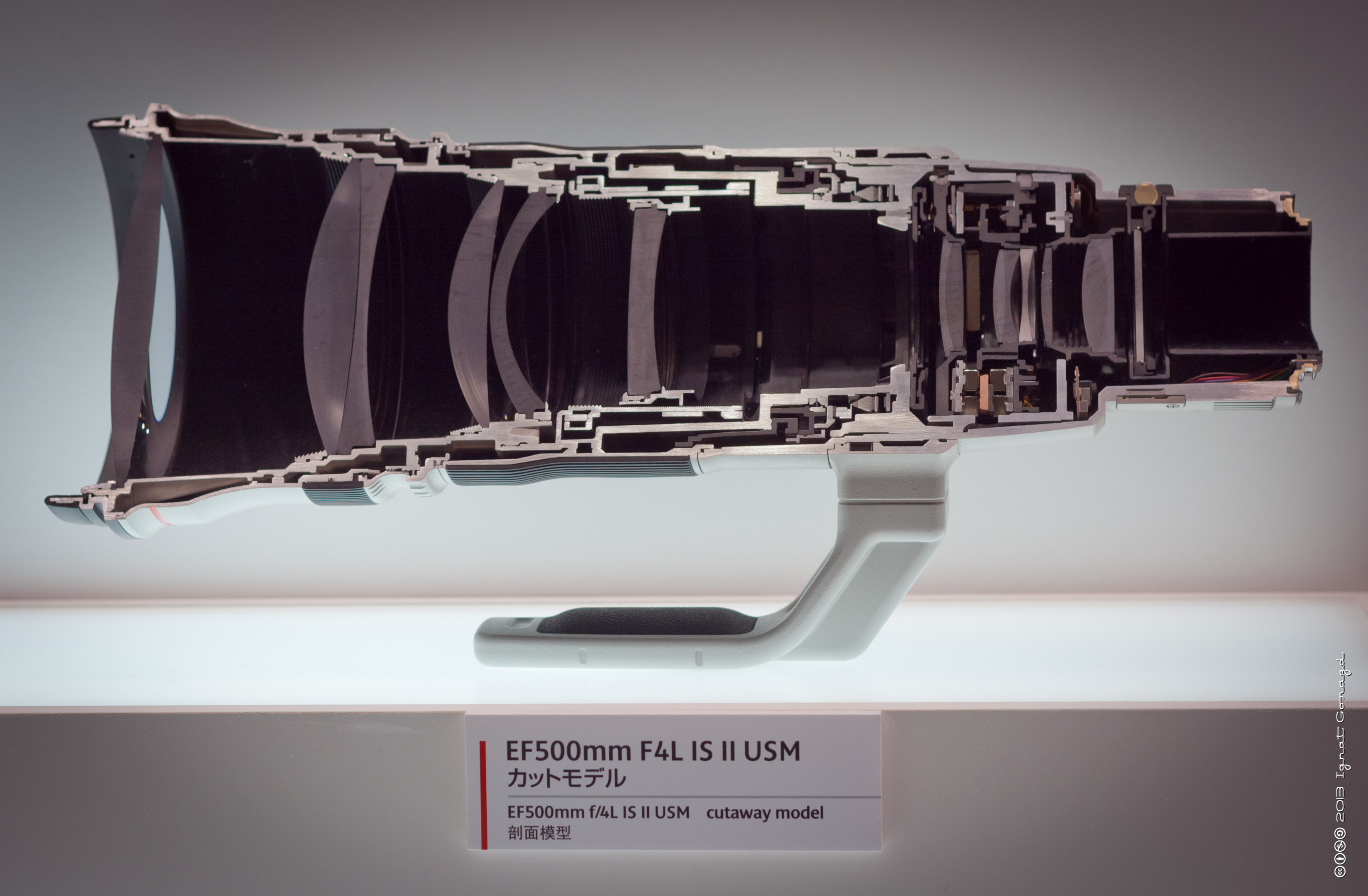
Внутрішня будова об'єктиву Canon EF 500 mm F4L IS II USM